# 봉천천
봉천천(奉天川)은 서울특별시 관악구 봉천동 관악산 기슭에서 발원하여 보라매공원 근처에서 도림천에 유입되는 길이 5.51km의 복개하천이다. 현재는 대부분의 구간이 복개되어 봉천로가 형성되어 있고 2017년부터 관악구가 주도하는 복원사업 계획이 추진중에 있다.